# Campomanes (Lena)

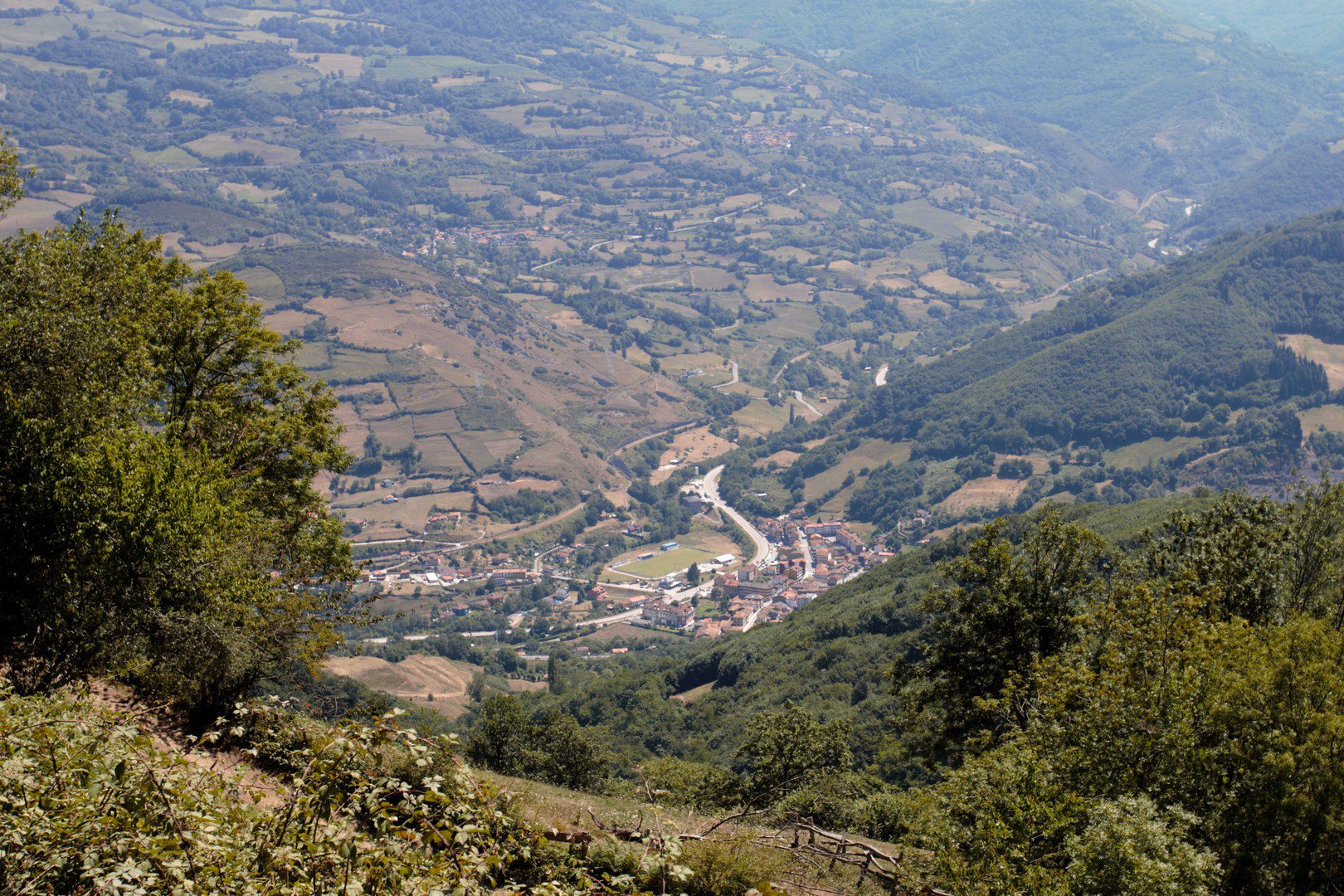
Vista de Campomanes.

Campomanes (oficialmente, en asturiano, Campumanes) es una parroquia del concejo asturiano de Lena, en España, y un lugar de dicha parroquia. Se encuentra a una altitud de 390 metros sobre el nivel medio del mar.

Según el INE, en el año 2021, la parroquia tenía una población empadronada de 594 habitantes, 7 menos que en el año 2020.

## Situación
La parroquia está situada en la confluencia de los valles de los ríos Huerna y Pajares, para formar el río Lena. La localidad es un importante nudo de comunicaciones, pasando por ella la línea de ferrocarril Venta de Baños-Gijón, la variante de Pajares y la carretera N-630, que une Asturias con León a través del puerto de Pajares, y en su término se encuentra el inicio desde Asturias de la autopista AP-66.

## Patrimonio
Cabe destacar entre los edificios existentes, el Palacio de Revillagigedo, junto al puente romano, la Casona de los Llanes-Posada, la iglesia parroquial del siglo XVII, restaurada en los años noventa, y la capilla del Santo Cristo del siglo XVIII.
Por la parroquia pasa el camino de San Salvador, ruta pedestre que une León y Oviedo y también pasa el Camino de Santiago.

## Transportes

### Ferrocarril
En la estación de Campomanes efectúan parada trenes de cercanías de la línea C-1 del núcleo de cercanías de Asturias y trenes regionales hacia León. Se encuentra a unos 500 metros del centro de la población, tras atravesar la carretera nacional N-630.
En Campomanes se ubica el cambiador de ancho de la línea de alta velocidad León-Asturias.

## Parroquia
La parroquia, consagrada a Nuestra Señora de las Nieves, comprende los siguientes núcleos de población:
- Campumanes
- La Caseta'l Rublín
- La Caseta los Sierros
- El Coḷḷéu
- Corneyana
- Cuturresu
- La Envarniega
- L'Escobal
- Ferreras
- El Moclín
- Montalegre
- La Nozala
- Las Pegas
- La Rasa Baxo
- El Reúnde
- Río
- La Rúa
- Salas
- Tiós
- La Torre